# Герб Братиславы
Герб Братиславы представляет собой официальную символику столицы Словакии, отражающую историческое значение и развитие города. Герб представляет собой геральдический щит испанской формы, основное поле окрашено в красный цвет. В центральной части щита изображён замок Пожонь-Пресбург. Ворота крепостной стены замка наполовину подняты, символизируя гостеприимство и взаимопомощь жителей Братиславы. Впервые это изображение на гербе Братиславы появилось в 1436 году. Герб Братиславы в современном виде принят в 1919 году.